# Ревуцький Лев Миколайович
 Лев (Левко́) Микола́йович Реву́цький (8 (20) лютого 1889 , Іржавець, Прилуцький повіт, Полтавська губернія, Російська імперія  — 30 березня 1977 , Київ ) — український радянський композитор, педагог, музичний і громадський діяч. Доктор мистецтвознавства (1941), академік АН УРСР (1957), заслужений діяч мистецтв УРСР (1941), народний артист СРСР (1944), Герой Соціалістичної Праці (1969), лауреат Державної премії СРСР (1941), Державної премії УРСР імені Т. Г. Шевченка (1966). Депутат Верховної Ради УРСР 2—5-го скликань.

## Біографія
Народився 8 (20) лютого 1889 року в с. Іржавець в родині почесного громадянина.

Олександра Дмитрівна та Микола Гаврилович Ревуцькі, 1905 рік, фото Л. Ревуцького

Батько — Микола Гаврилович мав непоганого баса та інколи співав дещо з репертуару для цього голосу та грав на скрипці під акомпанемент дружини; мати — Олександра Дмитрівна (до шлюбу Канєвська) (1844, Київ — 1906) — до одруження шкільна вчителька в селі Іржавець, фольклористка. Вільно володіла французькою та німецькою мовами, набула музичну освіту в пансіоні для панночок села Римарівців Гадяцького повіту в німецького вчителя Блюмеля. Грала на фортепіано (виконувала твори Шопена, сонати Бетховена), збирала місцевий пісенний фольклор. У 1880 році взяла шлюб із Миколою Гавриловичем Ревуцьким. Листувалася з Л. Толстим щодо організації навчання у сільській школі. Ці матеріали у 1930 році передано Дмитром Миколайовичем Ревуцьким до музею «Ясна Поляна». Коли Лев Толстой був у Бахмачі в маєтку художника Миколи Ге, відбулося їхнє особисте знайомство.
Дід, материн батько, Дмитро Кіндратович Канєвський, військовий, вийшов у відставку в чині штабс-ротмістра Харківського уланського полку, оселився в Іржавці.

### Ранні роки
За спогадами самого композитора, у чотири роки він вивчив ноти, у нього проявився абсолютний слух, за що його жартома прозвали Камертоном, з п'яти років розпочав грати на фортепіано. З 1898 року Ревуцький з своїм старшим братом Дмитром навчався у Прилуцькій гімназії. В ці роки він знайомиться із шедеврами світової та української літератури, зокрема під час концертів Ревуцький виступав із читанням уривків із «Євгенія Онєгіна» Пушкіна.
1903 року був зарахований до київської приватної гімназії Готліба Валькера та, одночасно, до музичної школи Миколи Тутковського. Там він навчається грі на фортепіано у М. Лисенка. Закінчив Музично-драматичну школу Миколи Лисенка. З 1907 року студіював право в Київському університеті. З того часу походять його перші твори для фортепіано: соната, прелюдії, вальси і концерт для фортепіано з оркестром.
У 1913—1916 роках вчився композиції у Київській консерваторії в класі композиції Р. Ґлієра та класі фортепіано у С. Короткевича і Г. Ходоровського. 1916 року Ревуцький паралельно закінчує консерваторію та Київський університет (факультет права).

### Довоєнні роки

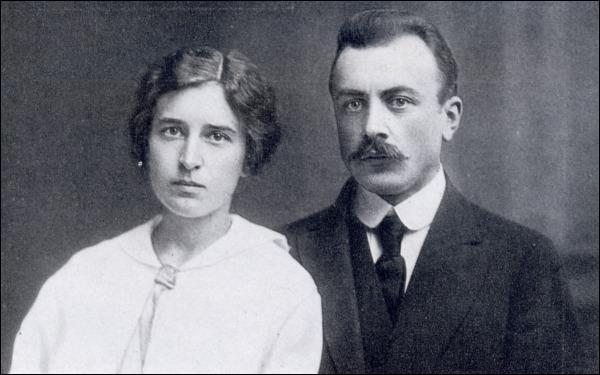
Лев Ревуцький з дружиною Софією, 1916 р.

У 1916—1918 роках перебував в армії, у 1919—1924 роках викладав у школі і керував сільськими хорами в Іржавці і Прилуках. В цей період була написана кантата «Хустина». З 1924 року у Києві, викладач Музично-драматичного інституту імені Миколи Лисенка, з 1933 року — завідувач кафедри композиції і теорії музики Київської консерваторії, з 1935 року — професор.
Гостро критикований за фортепіанний концерт (1934), Ревуцький обмежив свою композиторську творчість, зосередившись майже винятково на професорській діяльності, редагуванні раніше написаних творів та громадській діяльності у Спілці радянських композиторів України. Він — член оргбюро Спілки радянських композиторів України (1932—1939), оргкомітету СК СРСР (1939—1948), голова правління Спілки радянських композиторів України (1944—1948).

### Повоєнні роки

Меморіальна таблиця Льву Ревуцькому в приміщенні Київської консерваторії

Під час другої світової війни був керівником кафедри композиції, теорії та історії музики Ташкентської державної консерваторії Узбецької РСР. По закінченню війни повернувся до Києва і продовжував викладати до 1960 року (серед учнів: Ігор Хуторянський).
Обирався депутатом Верховної Ради України ряду скликань. На 1950-ті роки припадає величезна робота з редагування та підготовки до друку творів М. Лисенка, яку було успішно виконано. У лютому 1969 року у зв'язку з 80-річчям від дня народження та за визначні творчі заслуги Лев Миколайович Ревуцький був удостоєний звання Героя Соціалістичної Праці.
Помер 30 березня 1977 року, похований на Байковому кладовищі у Києві (центральна алея, ділянка № 2).

## Музична творчість Левка Ревуцького
Ревуцький-автор творів великих музичних форм: соната для фортепіано, дві симфонії (друга на теми українських народних пісень 1926, у новій редакції 1940, один з найкращих творів Ревуцького), два концерти для фортепіано. Ці твори написані з тонким знанням виконавчого апарату, одні з перших в українській музичній літературі. Також у творах менших форм (фортепіанні прелюдії, твори для скрипки й віолончелі з фортепіано) Ревуцький дуже оригінальний свіжістю музичної мови й технічними прийомами. Серед вокальних творів відзначається кантата «Хустина», як і прекрасні обробки народних пісень для голосу з фортепіано, в яких особливо цікаві фортепіанні партії, трактовані наскрізь самостійно (окремі збірники «Галицькі пісні», «Сонечко», «Козацькі та історичні пісні»).
Лев Миколайович Ревуцький творчо розвинув методи Лисенка й Леонтовича, які полягали у нерозривному злитті музичного фольклору з досягненнями гармонічного мислення кінця XIX століття. Він збагатив українську музику індивідуальними стилістичними знахідками. Композиторський стиль Л. Ревуцького формувався на основі глибокого й всебічного пізнання національного народного мелосу та перетворення традицій сучасної професійної музики. Творам митця притаманна життєствердна настроєність, ліризм, стриманість, широта і багатство емоцій. Розмірена, виразна мелодика поєднується з напруженою складною гармонікою. Л. Ревуцький розкривав дійсність і в лірико-драматичному, і в лірико-епічному ключах. Його творчість увійшла до золотого фонду української класики (Друга симфонія і фортепіанний концерт — перші значні твори цих жанрів в українській музиці). Значний внесок Л. Ревуцький зробив і в розвиток жанру обробки народних пісень. У його творчій спадщині близько 120 оригінальних обробок.

### Значення творчої діяльності Левка Ревуцького
Разом з Б. Лятошинським Ревуцький вважається найвпливовішим діячем української музичної культури своєї епохи. Випускниками його класу були М. Дремлюга, В. Гомоляка, О. Андреєва, Г. Жуковський, Г. Майборода і П. Майборода, В. Кирейко, А. Филипенко, С. Жданов, А. Коломієць, О. Зноско-Боровський, Л. Левитова, Г. Мірецький, В. Рождественський, Л. Грабовський та ін.
Ревуцький багато зробив для популяризації творчості М. Лисенка. Був редактором 20-томного зібрання творів М. Лисенка, здійснив фундаментальну редакцію опери «Тарас Бульба». Також Л. Ревуцьким здійснена редакція Фортепіанного концерту В. Косенка.

## Вшанування

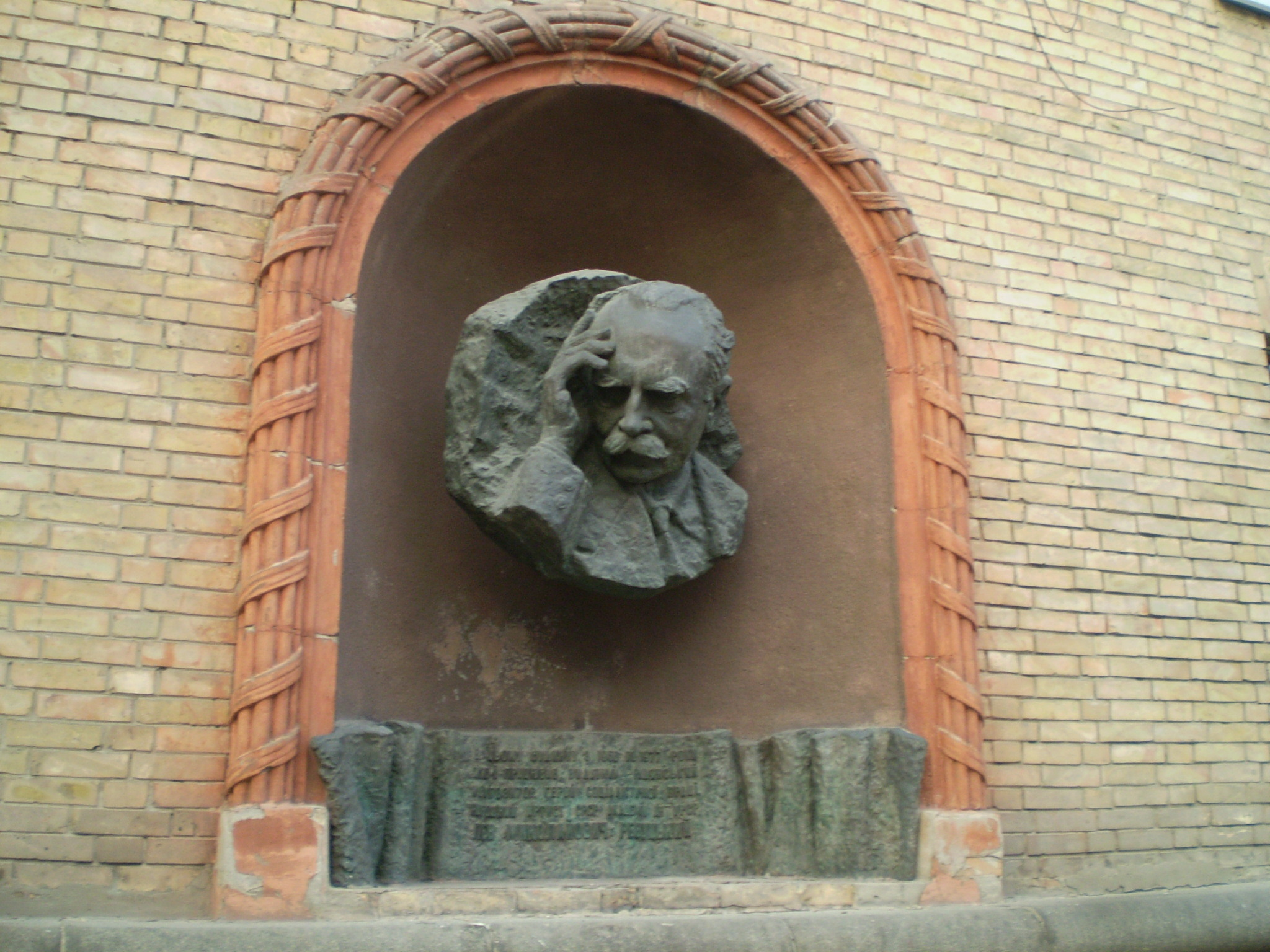
Пропам'ятні барельєф та таблиця Левку Ревуцькому на будинку № 16 по Софійській вулиці у Києві (1979, арх. Сергій Миргородський, ск. Олександр Ковальов)

Надгробок Левка Ревуцького на Байковому цвинтарі у Києві

Ім'я Ревуцького носять музичні колективи і заклади, зокрема Муніципальна академічна чоловіча хорова капела імені Л. Ревуцького, музичне училище в Чернігові, загальноосвітня школа в с. Іржавці, дитяча музична школа № 5 у м. Києві, пароплав на р. Дніпро.
На честь Л. М. Ревуцького названо вулиці у Києві та Львові.
Щорічно наприкінці лютого Міністерство культури України присуджує дві Премії імені Левка Ревуцького за композиторську творчість і концертно-виконавське мистецтво.
У селі Іржавець функціонує Музей-садиба Левка та Дмитра Ревуцьких.

## Творчий внесок
Вокально-симфонічні твори
- кантата-поема «Хустина» (сл. Т. Шевченка, 1923, 2-га ред. 1944);
- «Ода пісні» (сл. М. Рильського, 1956);
- «Зима» (сл. О. Олеся, 1924);

для голосу з оркестром
- «Монолог Тараса Бульби» (сл. М. Рильського за повістю М. Гоголя, 1956);
- чотири укр. нар. пісні — «Червона ружа», «Їхав козак» (1928), «Та ой крикнули журавлі», «Чуєш, брате мій» (1959) та ін.;

для симфонічного оркестру
- Симфонія № 1, ч.1-ша і 3-тя (1916—1920, 2-га ред. 1-ї ч., 1957);
- Симфонія № 2 (1927, 2-га ред. 1940);
- Козачок (1936);
- Увертюра до опери «Тарас Бульба» М. Лисенка (1952);

для фортепіано з оркестром
- Концерт (1934, остання ред. 1963);

камерні ансамблі
- Інтермецо для скрипки і фортепіано (1955);
- Балада для віолончелі і фортепіано;

для фортепіано
Соната, 7 прелюдій, етюди, пісня, гумореска, канон, вальс, 2 етюди, дит. п'єси, транскрипції;
для голосу з фортепіано
- «Ну розкажи ж» (сл. Хоменка, 1923);
- «Дума про трьох вітрів» (сл. П. Тичини, 1925);
- «Де тії слова» (сл. О. Олеся);
- «Проса покошено» (сл. М. Рильського);
- «Тиша» (сл. власні) та ін.;
- для хору без супроводу — «На ріках круг Вавілона», «У перетику ходила», «Ой чого ти почорніло» (всі на сл. Т. Шевченка) та ін.;

для хору з фортепіано
- п'ять укр. нар. пісень;
- три веснянки;
- хори для дітей та юнацтва та ін.

обробки народних пісень (понад 120), зокрема:
- цикли для голосу і фортепіано — «Козацькі пісні» (1925), «Галицькі пісні» (1926), «Пісні для низькою голосу» (1925—1927), «Пісні для середнього голосу»(1925—1943), «Пісні для високого голосу» (1925—1947);
- для мішаного хору — «На кладочці умивалася», «Дід іде», «Їхав стрілець на війноньку», «Єврейські народні пісні» (1934), «Балкарські нар. пісні» (1934) та ін.;
- збірки обробок українських народних пісень для дітей «Сонечко» (1925); пісні — «Із-за гір та з-за високих» (сл. М. Рильського) та ін.;

Інше
- музика до театральних вистав, кінофільмів («Земля», «Степові пісні»), радіопередач;
- редакція 1-ї ч. Концерту для фп. з орк. В. Косенка;
- фундаментальна ред. та доповнення рядом номерів опери «Тарас Бульба» М. Лисенка

### Літературні праці
- Автобіографічні записки // Рад. музика. — 1939. — № 1;
- Виховання композиторської молоді // Мистецтво. — 1956. — № 1;
- Струни Лисенка живі // Мистецтво. — 1967. — № 4 та ін.

## Родина
- Син — Євген Ревуцький, учасник другої світової війни, був важко поранений, перебував на межі смерті, згодом — доктор медичних наук.
- Брат — Дмитро Ревуцький, український музикознавець, фольклорист і музичний діяч.
- Племінник — Валер'ян Ревуцький, український театрознавець, педагог і театральний критик.
- Родич (двоюрідний брат Ганни Павлівни, бабусі Левка Ревуцького по матері)[4][5] — Олекса Стороженко, український письменник, етнограф, драматург.
- Далекий родич (брат у п'ятих Левка Ревуцького)[4][5] — Микола Стороженко, український історик літератури.